# Coenotephria obsoletaria
Coenotephria obsoletaria är en fjärilsart som beskrevs av Herrich-Schäffer 1838. Coenotephria obsoletaria ingår i släktet Coenotephria och familjen mätare. Inga underarter finns listade i Catalogue of Life.